# Чемпионат Исландии по футболу 1913
Чемпионат Исландии по футболу 1913 года — второй по счёту чемпионат по футболу Исландии, не состоялся по причине того, что не были определены сроки проведения турнира. Ни одна из команд, кроме «Фрама», не подала заявку, и в итоге «Фраму» присудили чемпионство в сезоне 1913 года.